# Amerykanistyka

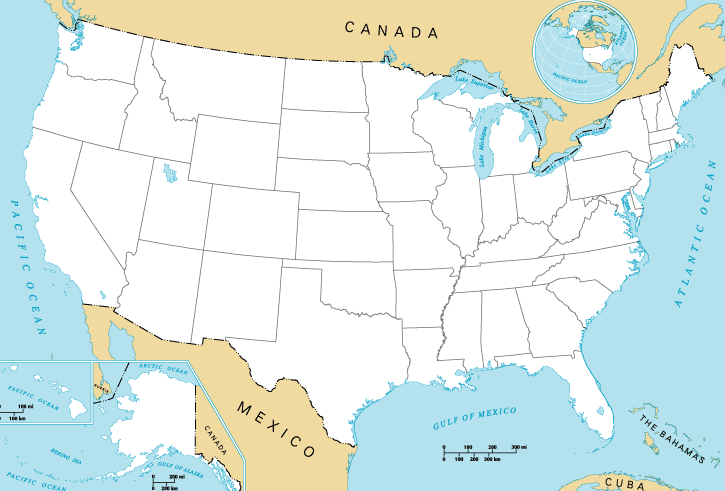
Stany Zjednoczone Ameryki

Amerykanistyka (ang. American studies) – dziedzina nauki badająca historię, kulturę, literaturę i społeczeństwo Stanów Zjednoczonych Ameryki, a także angielszczyznę amerykańską. Amerykanistyka to również kierunek studiów w szkole wyższej, którego przedmiotem dydaktyki i badań są wymienione dziedziny.